# Distretto di Karimnagar
Karimnagar è un distretto dell'India di 3 477 079 abitanti. Capoluogo del distretto è Karimnagar.